# Pernumia
Pernumia är en ort och kommun i provinsen Padova i regionen Veneto i Italien. Kommunen hade 3 832 invånare (2018).